# Aschhausen (Adelsgeschlecht)

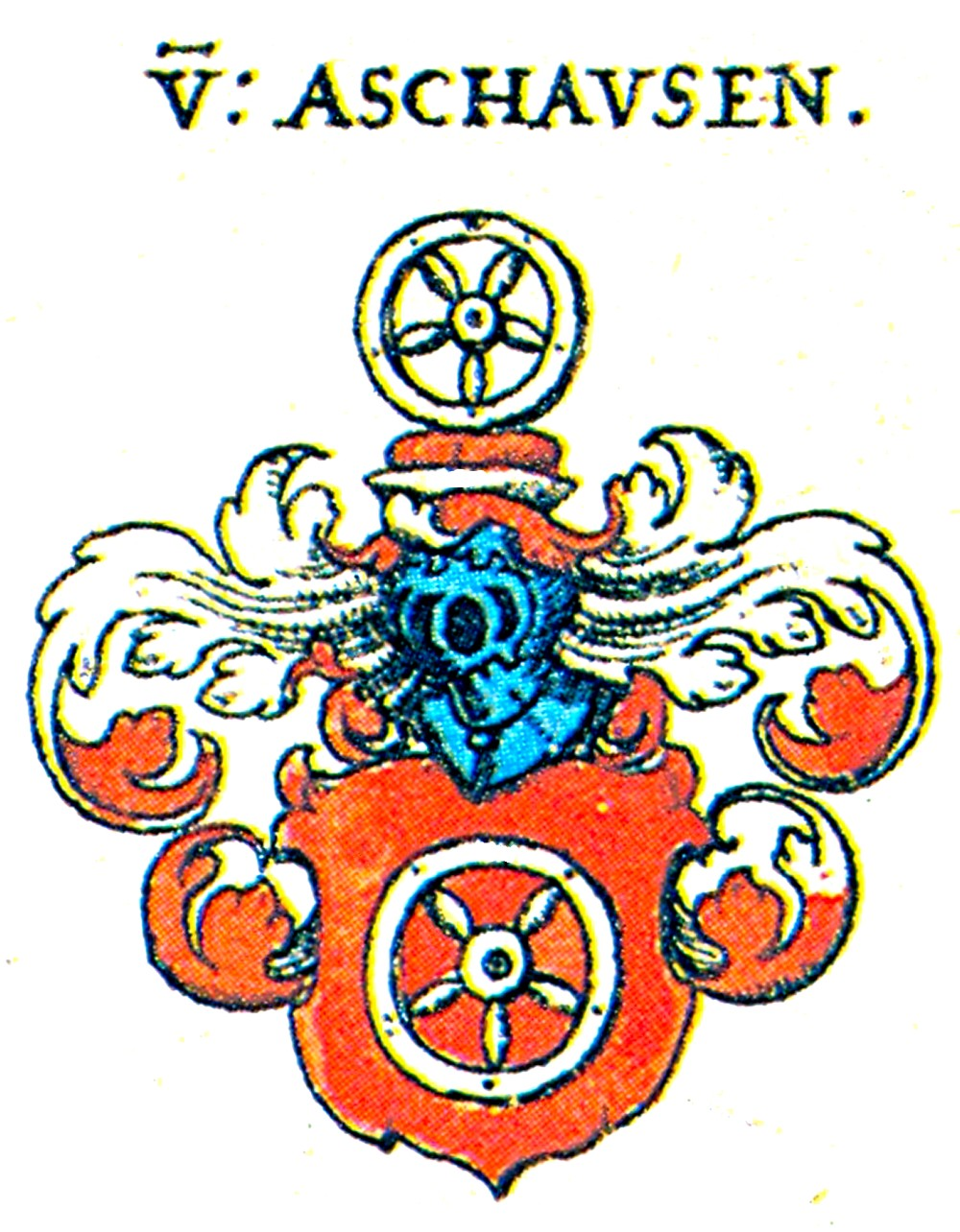
Wappen derer von Aschhausen in Siebmachers Wappenbuch von 1605

Die Familie von Aschhausen war ein fränkisches Uradelsgeschlecht.

## Geschichte

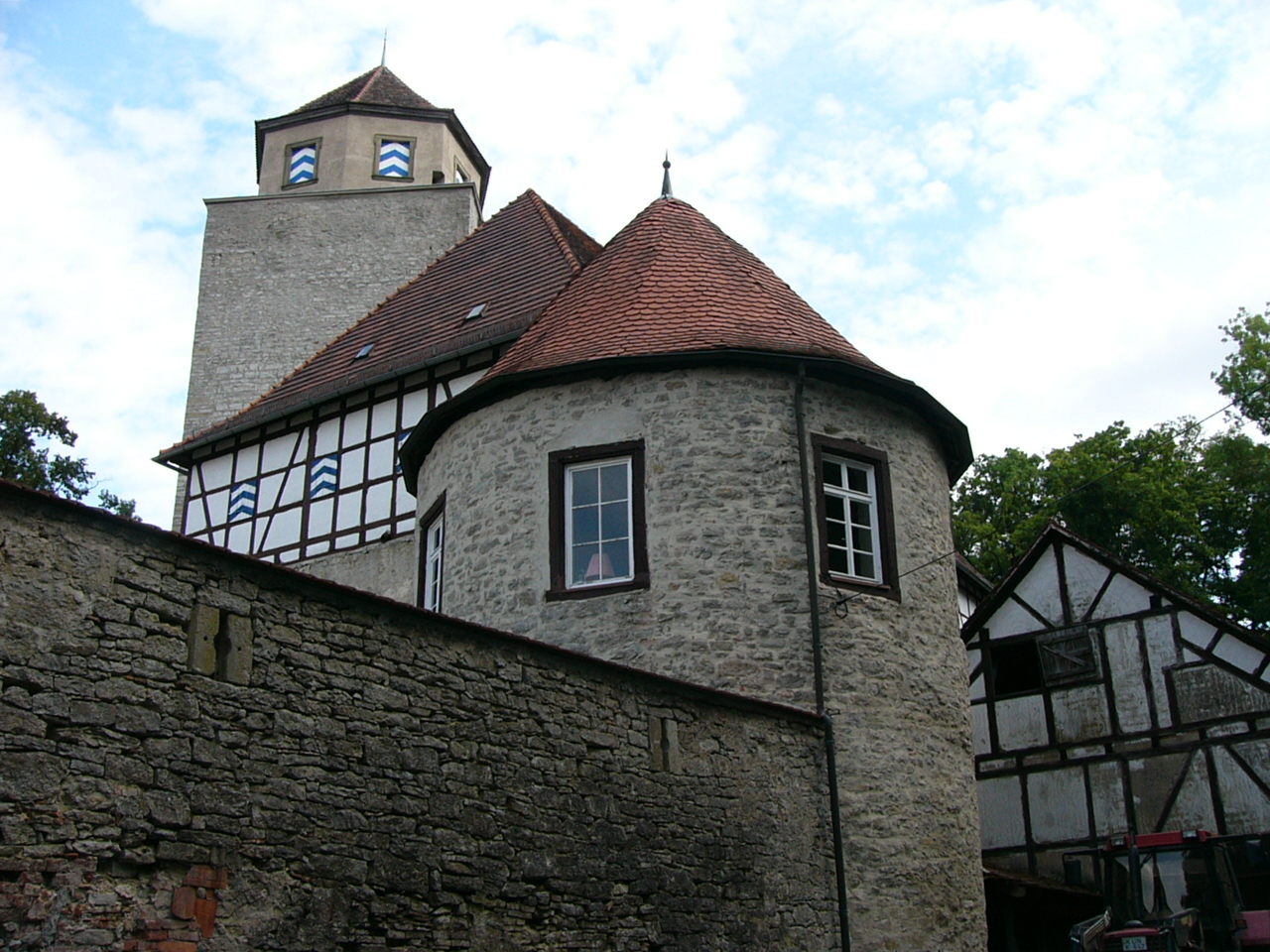
Burg Aschhausen

Der namensgebende Ort Aschhausen ist heute Teil der Gemeinde Schöntal im Hohenlohekreis in Baden-Württemberg. Der Schwäbische Bund zerstörte 1523 die Burg Aschhausen, weil die Herren Helfer des Raubritters Hans Thomas von Absberg waren. Die Zerstörung war ein Thema der Wandereisen-Holzschnitte von 1523. 
Als Teil der fränkischen reichsfreien Ritterschaft war die Familie im Ritterkanton Odenwald organisiert. Der im Detail kritisch zu betrachtende Genealoge Johann Gottfried Biedermann stellte den Stammbaum der Familien auf zwei Tafeln dar, unter den Familienmitgliedern befanden sich mehrere Amtmänner und Domherren im Dienste Würzburgs. Die Familie erlosch 1657 im Mannesstamm.

## Persönlichkeiten

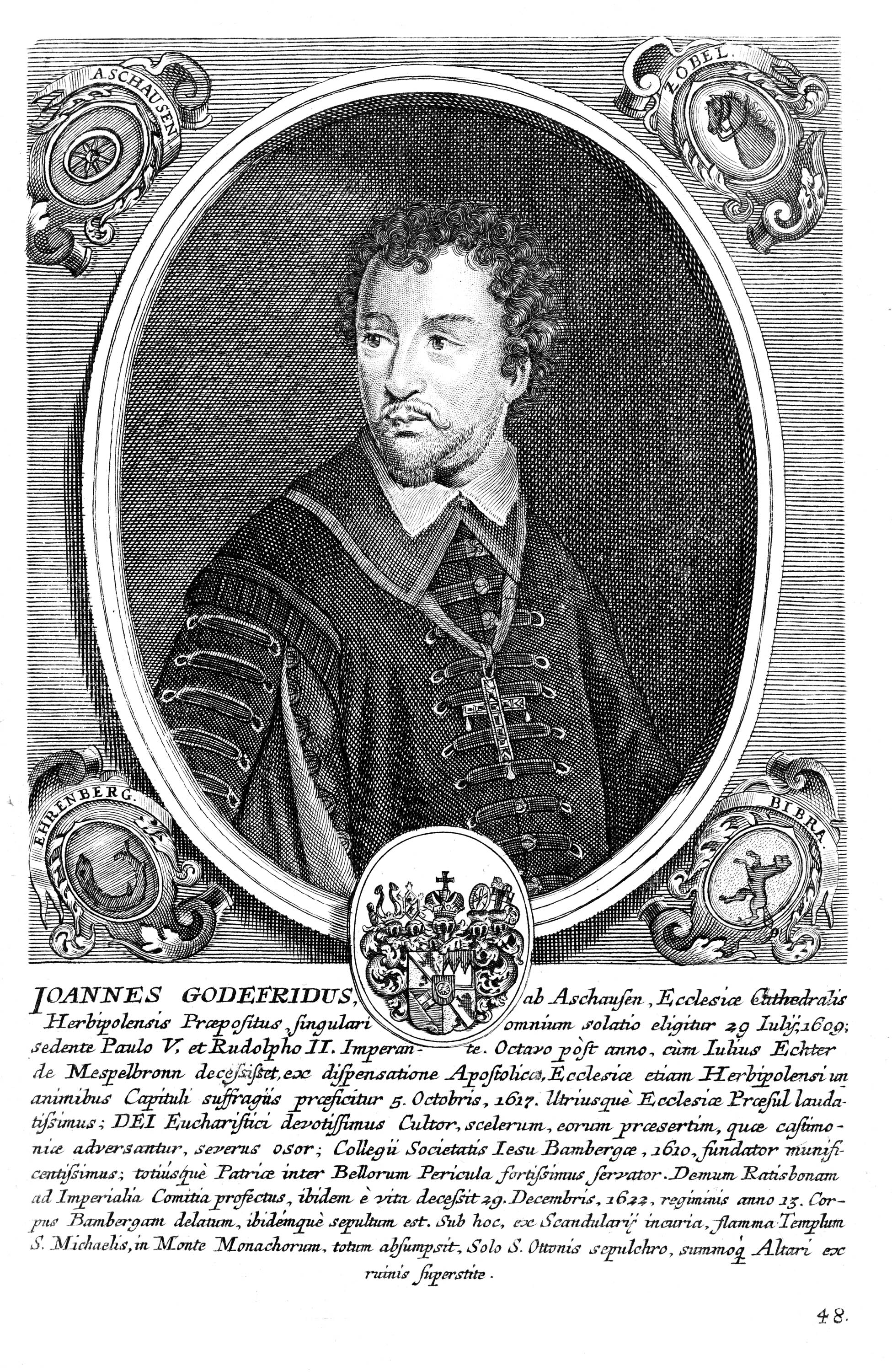
Johann Gottfried I. von Aschhausen (1575–1622), Fürstbischof von Bamberg und Würzburg

- Johann Gottfried I. von Aschhausen (1575–1622): Bischof von Bamberg (1609–1622) und Bischof von Würzburg (1617–1622), er gilt als ein fanatischer Hexenverfolger – siehe auch Hexenprozesse in Würzburg

## Wappen
Der Wappenschild zeigt ein silbernes Rad mit fünf Speichen auf rotem Grund. Die Helmdecken sind Rot und Silber. Das Rad wiederholt sich auch als Helmzier.